# Elymus farctus subsp. boreo-atlanticus
Elymus farctus subsp. boreo-atlanticus é uma subespécie de planta com flor pertencente à família Poaceae. 
A autoridade científica da subespécie é (Simonet & Guin.) Melderis.

## Portugal
Trata-se de uma subespécie presente no território português, nomeadamente em Portugal Continental e no Arquipélago da Madeira.
Em termos de naturalidade é nativa das duas regiões atrás indicadas.

## Protecção
Não se encontra protegida por legislação portuguesa ou da Comunidade Europeia.